# Olympische Winterspiele 2010/Eisschnelllauf – Teamverfolgung (Männer)
Die Teamverfolgung im Eisschnelllauf der Männer bei den Olympischen Winterspielen 2010 wurde am 26. und 27. Februar 2010 im Richmond Olympic Oval ausgetragen. Olympiasieger wurde die kanadische Mannschaft.

## Bestehende Rekorde
| Weltrekord         | Sven Kramer Erben Wennemars Carl Verheijen ( Niederlande)  | 3:37,80 min | Salt Lake City | 11. März 2007    |
| Olympischer Rekord | Matteo Anesi Enrico Fabris Ippolito Sanfratello ( Italien) | 3:43,64 min | Turin          | 15. Februar 2006 |

## Ergebnisse

### Viertelfinale
| Rang            | Land               | Athleten                                                 | Zeit (min) | Defizit (s) | Qualifikation |
| --------------- | ------------------ | -------------------------------------------------------- | ---------- | ----------- | ------------- |
| Viertelfinale 1 |                    |                                                          |            |             |               |
| 1               | Kanada             | Mathieu Giroux Lucas Makowsky Denny Morrison             | 3:42,38    |             | Halbfinale 1  |
| 2               | Italien            | Matteo Anesi Enrico Fabris Luca Stefani                  | 3:46,35    | +3,97       | C-Finale      |
| Viertelfinale 2 |                    |                                                          |            |             |               |
| 1               | Norwegen           | Håvard Bøkko Mikael Flygind Larsen Fredrik van der Horst | 3:43,66    |             | Halbfinale 1  |
| 2               | Südkorea           | Ha Hong-seon Lee Jong-woo Lee Seung-hoon                 | 3:43,69    | +0,03       | C-Finale      |
| Viertelfinale 3 |                    |                                                          |            |             |               |
| 1               | Vereinigte Staaten | Chad Hedrick Jonathan Kuck Trevor Marsicano              | 3:44,25    |             | Halbfinale 2  |
| 2               | Japan              | Shigeyuki Dejima Hiroki Hirako Teruhiro Sugimori         | 3:48,15    | +3,90       | D-Finale      |
| Viertelfinale 4 |                    |                                                          |            |             |               |
| 1               | Niederlande        | Jan Blokhuijsen Sven Kramer Simon Kuipers                | 3:44,25    |             | Halbfinale 2  |
| 2               | Schweden           | Joel Eriksson Daniel Friberg Johan Röjler                | 3:46,40    | +2,15       | D-Finale      |

### Endrunde
|  | Halbfinale | Halbfinale         | Halbfinale     |  |        | A-Finale           | A-Finale    | A-Finale    |
|  |            |                    |                |  |        |                    |             |             |
|  |            |                    |                |  |        |                    |             |             |
|  |            | Kanada             | 3:42,22 min    |  |        |                    |             |             |
|  |            | Norwegen           | 3:43,44 min    |  |        |                    |             |             |
|  |            |                    |                |  | Kanada | 3:41,37 min        |             |             |
|  |            |                    |                |  |        | Vereinigte Staaten | 3:41,58 min |             |
|  |            | Vereinigte Staaten | 3:42,71 min    |  |        |                    |             |             |
|  |            | Niederlande        | 3:43,11 min    |  |        | B-Finale           | B-Finale    | B-Finale    |
|  |            |                    |                |  |        |                    | Norwegen    | 3:40,50 min |
|  |            | Niederlande        | 3:39,95 min OR |  |        |                    |             |             |
|  |            |                    |                |  |        |                    |             |             |

|  | C-Finale |          |             |
|  |          |          |             |
|  |          |          |             |
|  |          | Südkorea | 3:48,60 min |
|  |          | Italien  | 3:54,39 min |

|  | D-Finale |          |             |
|  |          |          |             |
|  |          |          |             |
|  |          | Schweden | 3:46,18 min |
|  |          | Japan    | 3:49,11 min |

### Endstand
| Rang | Land               | Besetzung                                                                    |
| ---- | ------------------ | ---------------------------------------------------------------------------- |
| 1    | Kanada             | Mathieu Giroux Lucas Makowsky Denny Morrison                                 |
| 2    | Vereinigte Staaten | Chad Hedrick Brian Hansen Jonathan Kuck Trevor Marsicano                     |
| 3    | Niederlande        | Sven Kramer Simon Kuipers Mark Tuitert Jan Blokhuijsen                       |
| 4    | Norwegen           | Håvard Bøkko Mikael Flygind Larsen Fredrik van der Horst Henrik Christiansen |
| 5    | Südkorea           | Ha Hong-seon Lee Jong-woo Lee Seung-hoon                                     |
| 6    | Italien            | Ermanno Ioriatti Enrico Fabris Matteo Anesi Luca Stefani                     |
| 7    | Schweden           | Joel Eriksson Daniel Friberg Johan Röjler                                    |
| 8    | Japan              | Hiroki Hirako Teruhiro Sugimori Shigeyuki Dejima Shingo Doi                  |